# لکسینگتون استیل
لکسینگتون استیل (به انگلیسی: Lexington Steele) با نام اصلی کلیفتون تاد بریت (Clifton Todd Britt) بازیگر پورنوگرافی است. او برنده فستیوال فیلم‌های پورنوگرافیک آمریکا، در رشته‌های بازیگری و کارگردانی. مالک شرکت‌های مرسنری موشن پیکچر (Mercenary Motion Pictures) و بلک وایکینگ پیکچر کورپوریشن (Black Viking Pictures Inc). او اولین هنرپیشه مردی است که ۳مرتبه برنده بهترین بازیگر مرد درجشنواره AVN شده‌است.